# Site archéologique du Saint-Mont
Le site archéologique du Saint-Mont est un site archéologique situé à Saint-Étienne-lès-Remiremont et Saint-Amé, en France.

## Localisation
Le site archéologique est situé sur les communes de Saint-Amé et de Saint-Étienne-lès-Remiremont, dans le département français des Vosges.

## Historique
Entre 1964 et 1991, plusieurs campagnes de fouilles ont été menées sur le site par Michel Rouillon, puis par Charles Kraemer. Ces recherches ont révélé de nombreuses structures et artefacts, couvrant principalement une période allant de l'Antiquité tardive à l'Époque moderne.

## Protection
Le site archéologique est inscrit au titre des monuments historiques en 1995.